# Пенчо Дворянов
Пенчо Рачев Дворянов е деец на БРП (к).

## Биография
Пенчо Дворянов е роден през септември 1881 г. в село Дерелий, Карловско (дн. Богдан). Член на БРСДП (т.с.) от 1903 г.
Мобилизиран и участва във войните за национално обединение (1912 – 1918).
Избран за кмет на комуната в село Богдан (1919). Народен представител в XIX обикновено народно събрание (1920 – 1923).
Делегат на III-я Конгрес на Коминтерна. Председател на IV-я конгрес на БКП. Ръководи Юнското въстание (1923) в Карловско. Арестуван и осъден по ЗЗД.
След атентата в църквата „Света Неделя“ е осъден на смърт по ЗЗД. По-късно е амнистиран.
По време на Втората световна война през август 1941 г. е интерниран в лагера Еникьой. Тук се разболява и умира в болницата на град Ксанти на 22 април 1942 г.
Чета на Партизански отряд „Васил Левски“ (Пловдив) и Втора средногорска бригада „Васил Левски“ е наименувана „Пенчо Дворянов“.